# NET-SNMP
NET-SNMP是一種开放源代码的简单网络管理协议（Simple Network Management Protocol）軟件。NET-SNMP支持SNMP v1, SNMP v2c 与 SNMP v3，并可以使用 IPV4 及 IPV6 。基于(BSD及BSD like)许可。

## 软件构成
- 命令行应用程序

1. 从支持SNMP的设备获得数据.支持独立请求 (snmpget, snmpgetnext), 与重复请求 (snmpwalk, snmptable, snmpdelta).
2. 对支持SNMP的设备配置属性.(snmpset).
3. 从支持SNMP的设备获取特定的信息.(snmpdf, snmpnetstat, snmpstatus).
4. 将MIB OIDs的两种表现形式(数字及文字)相互转换.并显示MIB的内容与结构(snmptranslate).

- 一个图形化的MIB浏览器(tkmib).基于Tk/perl.
- 一个接收SNMP提示消息(SNMP traps)的守护程序.(snmptrapd).可以将选定的SNMP消息记录到系统日志(syslog),NT 事件日志(NT Event Log),文本文件中.或是转发到其它的SNMP管理程序,也可以传给外部的应用程序.
- 一个回应SNMP查询的客户端.(snmpd).它集成了大量SNMP的模块.并可通过动态链接库,外部脚本与命令,多路SNMP技术(SMUX),以及可扩客户端协议(AgentX)进行扩展.
- 一个用来开发SNMP应用程序的程序库.支持C 与 perl 的 APIs.防对方是否

## 操作系统支持
NET-SNMP支持许多UNIX发行版,并支持部分UNIX-like的操作系统.也支持微软的Windows.
提示 支持的功能依赖于所使用的操作系统.